# Dithyrambe

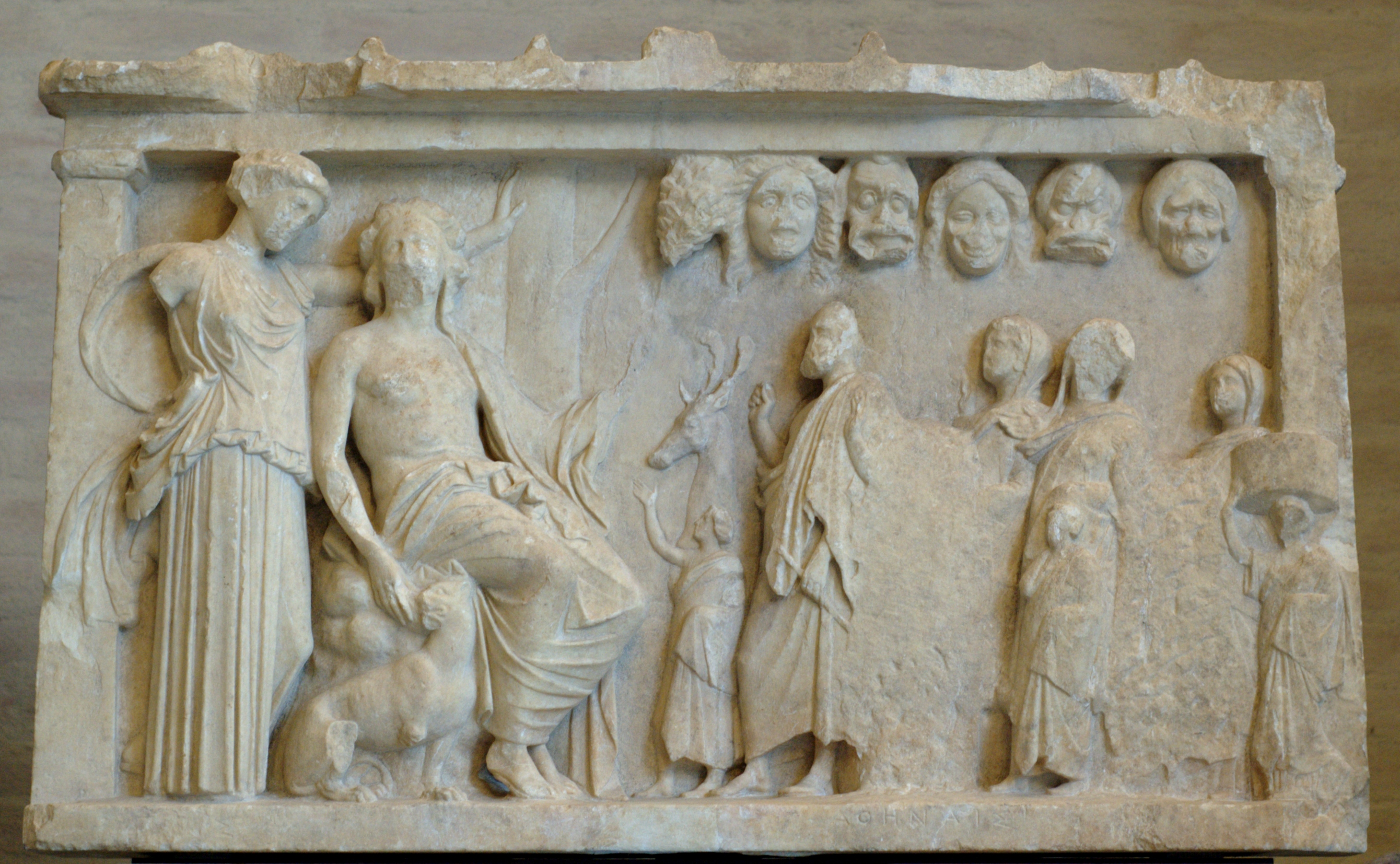
Joueur d'aulos et sa famille devant Dionysos et Artémis, v. 360-350 av. J.-C., Glyptothèque de Munich.

Le dithyrambe (en grec ancien διθύραμϐος / dithúrambos, étymologie obscure) est un hymne religieux chanté par un chœur d’hommes accompagné d'un aulos et d'une danse représentant à l'origine l'emprise de Dionysos sur les hommes. Même si des dithyrambes ont été adressés à d'autres divinités grecques, il s'agit avant tout d'une action liturgique célébrée en l’honneur de Dionysos, dont l'une des épiclèses est Dithyrambos.
Par extension, il désigne aujourd'hui une louange enthousiaste, et le plus souvent excessive.

## Origines

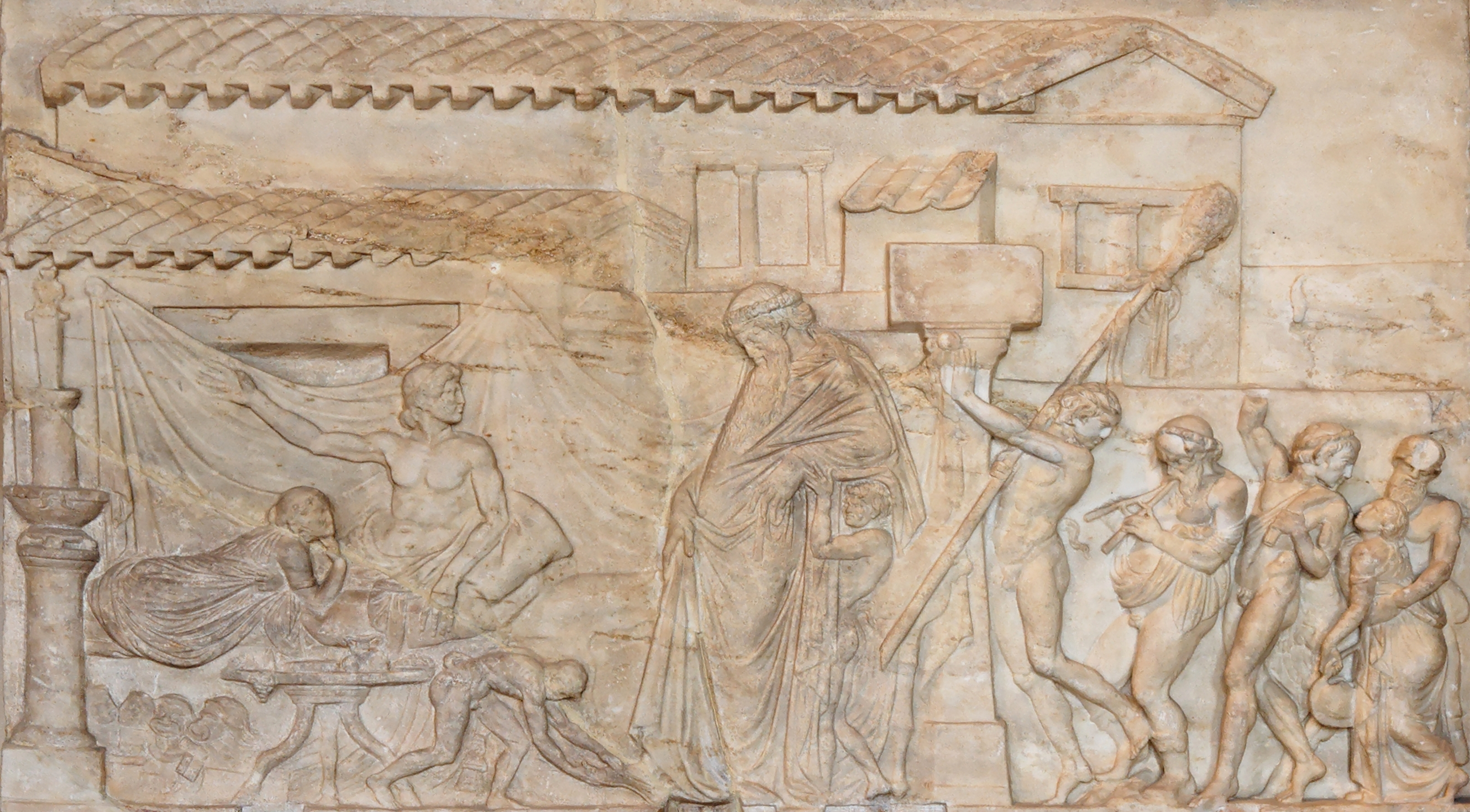
Dionysos ivre rend visite à un poète dramatique. Copie romaine d'un original hellénistique, musée du Louvre.

Au début du VIIe siècle av. J.-C., le poète Archiloque proclame avec fierté qu'il entame volontiers un dithyrambe quand il est ivre : « Je sais entonner le beau chant du Seigneur Dionysos, le dithyrambe, foudroyé au cœur d’un bon coup de vin ». À cette époque, le dithyrambe est un chant culturel sans contenu mythologique particulier, chanté par un exarchon (« meneur »), avec un refrain chanté par le chœur. À cette inspiration désordonnée du délire, a succédé un spectacle, dès lors que les choreutes apprirent un texte par cœur. 
Arion de Méthymne (v. 600 av. J.-C.), un citharède de Corinthe, introduit un dialogue entre le coryphée, chef de chœur, et le chœur lui-même ; Hérodote en fait le père du dithyrambe. Arion ajoute également des mètres supplémentaires. Selon Théophraste, ce fut des mesures qui composent le vers héroïque que se forma l'anapeste, qui a plus d'étendue, et qui donna naissance au dithyrambe, ce genre si libre et si riche, dont les débris se retrouvent, comme le dit encore Théophraste, dans toute composition oratoire abondante et harmonieuse. Lasos d'Hermione, dans la seconde moitié du VIe siècle av. J.-C., introduit à Athènes les concours de dithyrambes, recourant à l'aulos (hautbois double). Rapidement, le genre acquiert sa forme fixe : une alternance de strophes (chantées par le coryphée seul) et d’antistrophes (refrains chantés à l’unisson par le chœur), préfigurant, selon Aristote, la tragédie grecque : le coryphée se transforme en véritable acteur. Le dialogue qui s'installe entre lui et le chœur est appelé en grec ὑπόκρισις, hypokrisis, littéralement réponse, et relève du dialogue dramatique.
À Athènes, Pisistrate place le genre au programme des concours musicaux des Panathénées et des Dionysies : chacune des dix tribus fournit un chœur de 50 hommes et de 50 garçons. Le concours de dithyrambe des Dionysies mobilise ainsi un millier d'Athéniens. Peu à peu, le dithyrambe se transforme en genre littéraire où Simonide de Céos, Bacchylide et Pindare (qui aurait eu Lasos pour maître) se distinguent. Dans une épigramme rapportée par l’Anthologie palatine, Simonide se targue de l'avoir emporté à 56 reprises dans des concours de chœurs d'hommes. Il subsiste d'importants fragments de dithyrambes de Bacchylide, découverts en 1898 dans des papyrus. Les sujets y sont puisés dans la mythologie grecque, mais il est fait peu d'allusions à Dionysos lui-même. En comparaison, Pindare ménage une place plus importante à ce dieu.

## Le dithyrambe tardif
Dans le dernier quart du Ve siècle av. J.-C., le dithyrambe s'affranchit de ses règles classiques. La musique prend une part de plus en plus importante. Le langage devient de plus en plus précieux. Le dithyrambe est alors condamné par Platon dans Les Lois pendant qu'Aristophane fait du poète dithyrambique Cinésias l'une de ses têtes de Turc. Dans les Oiseaux, le Cinésias de théâtre explique ainsi au héros que son art est celui des nuées, « tout le brillant des hymnes héroïques est dans le vaporeux, le ténébreux, les bleuités lustrées et les bercements d'ailes ». Une scholie à ce passage rapporte même l'expression : « tu es encore moins compréhensible qu'un dithyrambe ». 